# 다이콘 필름
다이콘 필름(ダイコンフィルム)은 1981년에서 1985년까지 활동한 애니메이션 제작을 중심으로 한 독립영화 제작 집단이다.

## 다이콘 오프닝 영상
1983년 오사카(大阪)에서 열린 제4회 일본SF대회라는 행사의 오프닝 영상(이하 다이콘4)이다. 이 행사는 개최지인 오사카의 앞쪽 한자 大를 음독하여 다이'와 콘테스트의 맨 앞글자인 '콘'을 붙여서 '다이콘'이라고도 불린다.
SF를 좋아하던 당시 오타쿠 아마추어 애니메이터들이 DAICONFILM을 결성하여 제작한 영상으로서, 그 효시인 1981년 제3회 다이콘 오프닝 영상(이하 '다이콘3')을 이야기하지 않을 수 없다. (DAICONFILM에는 에반게리온으로 유명한 안노 히데아키를 비롯하여, 현재 GAINAX의 멤버들이 다수 포함되어 있었다.)
다이콘3는 교복을 입은 작은 소녀가 물컵에 든 물을 쏟아지지 않게 운반한다는 내용이었다. 운반하는 중간에는 수많은 SF애니메이션과 영화의 메카닉과 캐릭터가 등장하여 그녀를 방해한다. 하지만 그녀도 자를 광선검으로 사용하고(스타워즈), 책가방에서 수십 개의 유도 미사일을 발사(초시공요새 마크로스)하는 등의 노력을 통해 결국 운반에 성공, 다 말라가던 밭의 무에 그 물을 뿌려준다. (일본어로 다이콘은 야채 '무'와 발음이 같다) 되살아난 무는 무 형태의 전함으로 변하고, 처음에 물을 건내줬던 불시착 외계인들이 그녀를 함장으로 승격시키고 함께 우주를 향한다는 피날레를 맞이하게 된다.
다분히 아마추어적이고 허점이 많았지만, 그 훌륭한 패러디 정신은 오타쿠들의 쾌감을 불러일으키기에 충분했다. 그 이후로 다이콘3는 오타쿠들에게는 거의 '전설급'의 영상으로 추켜 세워지게 된다. 그 열기를 이어받은 후속작이 바로 제4회 다이콘의 오프닝 영상이었다.
다이콘3에서 초등생 정도였던 소녀가 바니걸 의상을 입은 고교생 정도의 아가씨로 성장하여 등장한 순간, 관람객들의 충격은 대단했을 것으로 생각한다. 제작에는 거의 프로급의 애니메이터들이 참여하여 영상이 모든 면에서 세련되었다. (일견 아마추어성을 잃은 듯이 보이지만, 어디까지나 상업적 목적이 아닌 아니메 오타쿠들의 자발적인 참여로 만들어졌음을 생각하면 그렇지 않다.) 특히 미사일 발사 장면과 핵폭발로 붕괴되는 도시의 잔해가 벛꽃으로 변하는 영상등에서는 극장판 애니메이션에 버금가는 퀄리티를 느낄 수 있다.
전편의 물컵 옮기기 같은 내러티브 구조는 없었지만, 무 전함의 등장이나 수많은 SF 메카닉/캐릭터의 난무, 그리고 진보된 영상은 역시 오타쿠들의 무수한 지지를 받았다.